# Доссена, Альберто
Альбе́рто Доссе́на (итал. Alberto Dossena) родился 13 октября 1998 года, Брешиа, Италия) — итальянский футболист, защитник клуба «Комо».

## Клубная карьера

### Аталанта
Альберто Доссена, находясь в академии футбольного клуба «Лумедзане», вызывал интерес у скаутов из «Аталанты». Летом 2015 года переход был осуществлен. 31 января 2017 года Доссена был отдан в аренду в «Перуджу» из Серии B. 4 марта он дебютировал на профессиональном уровне в игре с «Авеллино 1912», где его команда одержала победу со счетом 5-0. 28 октября того же года Доссена отметился первым забитым голом в ворота «Кремонезе». Вернувшись из аренды, футболист незамедлительно отправился играть в Серию С в «Сиену». Однако, на поле появился всего шесть раз. В течение следующих двух сезонов Доссена оставался в третьей лиге, выступая за такие команды как «Пистойезе» и «Алессандрия».

### Авеллино 1912
15 сентября 2020 года Альберто Доссена, после серии аренд, покинул распоряжение «Аталанты» и подписал контракт с «Авеллино 1912». Он быстро закрепился в основном составе и два сезона подряд помогал команде бороться за повышение в лиге. Всего он провел 54 игры, отметившись тремя забитыми мячами.

### Кальяри
12 августа 2022 года он был представлен в качестве новичка в «Кальяри», только что опустившемся из Серии А. Антонио Баррека и Эдоардо Гольданига составляли серьёзную конкуренцию для футболиста. Его дебют состоялся 26 декабря в игре клубом «Козенца». Во второй половине сезона, с приходом на пост главного тренера Клаудио Раньери, Доссена получил место в основном составе. 11 июня 2023 года в матче плей-офф с «Бари» Доссена, вместе со своей командой, заслужил возвращение в Серию А.
12 августа 2023 года Доссена забивает свой первый гол за «Кальяри» в матче Кубка Италии с «Палермо», где его команда одержала победу со счетом 2-1.. Дебют в Серии А состоялся 21 августа, когда футболист появился в стартовом состав в игре с «Торино». 30 августа Доссена продлил контракт с «Кальяри» до 2027 года. 11 ноября футболист забил первый гол за клуб в матче Серии A в ворота «Ювентуса».

### Комо
В конце июня 2024 года Доссена подписал четырехлетний контракт с клубом «Комо».